# Casseque
Casseque é uma comuna angolana. Pertence ao município da Ganda, na província de Benguela.